# Бганвар Гірдхарі Шарма
Бганвар Гірдхарі Шарма (нар. 5 серпня 1925) — сучасний індійський художник-мініатюрист.

## Життєпис
Походив з касти брагманів. Його дід та батько були художниками. Народився у 1925 році у місті Натхадвара (Раджастхан, неподалік Удайпура). У дитинстві Шарма частенько бігав до найближчого храму чотирьохсотрічної давності Шрінатхджі, що вважається одним з найбільш священних храмів в Індії. З цього почалося його захоплення живописом. Згодом він навчався в традиційних школах мистецтва Кангри, Кішанагару і Мугхаля, але художній стиль цих шкіл не прижився в ньому. Швидше він тяжів до тієї манери, яку дав йому дід — Шрі Лаладхарджі. Останній давав п'ятирічному Шармі невелику дощечку з дерева тика і показував, як наносити на неї перший шар ґрунту. Індуїстське божество Ганеша було темою його перших нарисів.
У 1936 році Шарма почав малювати портрети паломників, що приходили до храму Шрінатхджі. Так, поступово, він став найпопулярнішим портретистом з усього співтовариства художників Натхадвари. Пізніше, почавши відвідувати школу мистецтв Ті Джей у Бомбеї, він тут же привернув до себе увагу її директора так як його манера писати і відрізнялася своєю незвичністю.
Шарма ставав все більш відомим. У 1955 році у мумбаї Шарма зайнявся виданням репродукцій і плакатів із зображенням своїх картин, які розходилися масовим тиражем по всій Індії. У 1967 році він оселився в Удаїпуір, де він давав інтерв'ю на радіо і телебаченні, висловлюючись на користь класичного мистецтва живопису.
У 1979 році його картини виставлялися в художній галереї Дженаґір у Мумбаї і в Рабіндра Бгавані в Делі. У 1980 році пройшла виставка в India House в Лондоні. У 1983 році картини Шарми потрапили на виставку до Музею Барода. Пізніше в тому ж році, на офіційному відкритті виставки робіт Шарми в Ананда Бгавані в Удаїпурі брав участь Раджив Ганді.
У грудні 1980 індійський уряд зробив замовлення на портрет в мініатюрі на слоновій кістці королеви Великої Британії Єлизавети II. Шарма написав портрет і презентував його Чарльзу, принцу Вельському, під час візиту останнього до Джайпуру. Гарну мініатюру зі слонової кістки зробив також для Малкома Фрейзера, прем'єр-міністра Австралії під час його візиту до Удаїпуру в 1983 році.
У 1983 році йому присудили премію Народного Мистецтва за майстерність. У 1984 році стає членом Спілки художників мініатюрного живопису. У 1985 році індійський уряд відправив Б. Г. Шарму представляти традиційне індійське мистецтво у Німеччині. Цей тур включав 18 міст. У тому ж році він відвідав Вашингтон, де презентував там президенту Р.Рейгану та його дружині їх мініатюрні портрети на слонової кістці.
До кінця 1980-х років роботи Шарми входили в найкращі колекції музеїв Великої Британії, Німеччини, Франції, Бельгії, Швейцарії, Італії, Голландії, Японії, Саудівської Аравії й США.
У 1990-2000-ні роки Б. Г. Шарма присвятив основи своєї художньої галереї в Удаїпурі. На сьогоднішній день в цій галереї виставлені 150 робіт художника. За останні десятиліття Б. Г. Шармаі сприяв розвитку класичного індійського художнього стилю, а також стилю Натхадвари.

## Творчість
Шарма володів власним унікальним художнім стилем, який багато чого привніс як в традиційну, так і в сучасну концепцію мистецтва. Його стиль став іменуватися в Індії як стиль Б. Г. Шарми.
Роботи Шарми були включені до збірки образотворчого мистецтва під заголовком «The Cow Book», упорядник якого, Марк Галлант, зібрав картини із зображенням корів художниками більш ніж з 25 країн, відібравши з індійських роботи Шарми.
У 2000 році вийшла збірка його мініатюр.